# Victor Janson
Victor Janson, född 25 september 1884 i Riga, Kejsardömet Ryssland, död 29 juni 1960 i Västberlin, var en tysk regissör och skådespelare. Han stod för regin till runt 50 filmer, för det mesta romantiska komedier, och medverkade som skådespelare i över 130, likaså här ofta i komediroller.

## Filmografi (i urval)
- 1919 – Nürnbergerdockan
- 1919 – Ostronprinsessan
- 1919 – Kungens Mätress
- 1921 – Bergkatten
- 1926 – Frånskilda frun
- 1939 – Gäckande hatten
- 1940 – Det fattas en karl
- 1942 – Ett möte i natten
- 1942 – Det regnar musik
- 1943 – En kvinna lever farligt
- 1943 – Paracelsus
- 1944 – Mina drömmars kvinna